# Jair Afonso Inácio
Jair Afonso Inácio (Ouro Preto, 2 de agosto de 1932 – Ouro Preto, 3 de agosto de 1982) foi um restaurador, artista plástico, fotografo e professor universitário negro brasileiro. Em sua cidade natal há o Movimento Negro Jair Afonso Inácio, em sua homenagem.

## Biografia

### Primeiros anos
Jair Afonso Inácio nasceu no distrito de Antônio Pereira, em Ouro Preto, Minas Gerais, em 2 de agosto de 1932. Era filho de Gabriel de Paula Inácio e de Antônia Margarida de Souza, ambos negros. Foi o penúltimo de cinco filhos: Célio, José Flaviano, Maria do Carmo e Paulo. Era de uma família humilde, o seu pai tocava pistom em uma banda, mas era ferreiro por profissão. A situação da família piorou consideravelmente quando pai veio a falecer prematuramente aos 33 anos de idade.
Um ano depois da morte do marido, a mãe de Jair Afonso mudou-se para a cidade de Ouro Preto, com a ajuda de sua irmã, Juscelina. O marido de sua irmã, todavia, se incomodava com a situação. Como solução, Antônia Margarida procurou o prefeito João Veloso e pediu permissão para ocupar um terreno no Morro da Queimada, para tal apresentou um atestado de extrema pobreza.
Com a ajuda de parentes e amigos, conseguiu construir o dito barraco. A situação era precária, nos dias de cheva a casa de alagava e o sustento se dava com muito esfoço. Antônia foi empregada doméstica e lavadeira, e os irmãos mais velhos e Afonso Inácio começaram a trabalhar logo cedo. Ele foi ajudante de cozinha, trabalhando em diversos casarões ouro-pretanos, enquanto consiliava seus estudos, no Grupo Escolar Dom Pedro II.
Na escola era descrito como um aluno brilhante, com grande facilidade para linguas. A primeira língua que aprendeu foi o inglês, seguido depois do alemão, francês, italiano, flamengo, húngaro, árabe, grego, latim e polones. A diretora da época, Zuleica da Veiga Oliveira, concedeu-lhe o prêmio de melhor aluno entre os formandos de 1945.

### Restauração de patrimônio

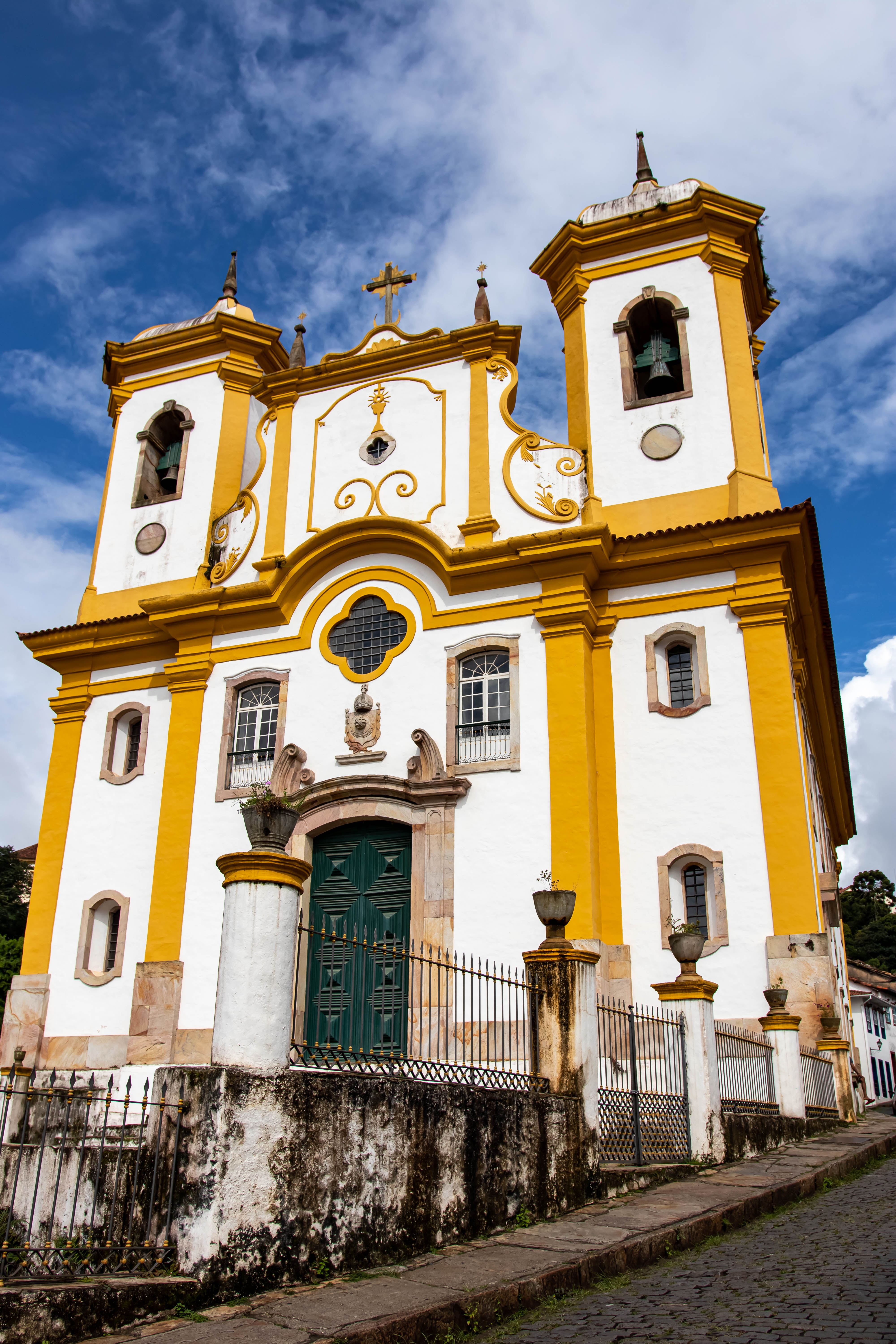
Igreja Matriz de Nossa Senhora da Conceição, Ouro Preto (MG)

Auxiliava tudo isso com o seu trabalho. Naquele conteto era auxiliar de sapateiro, no mesmo empreendimento que trabalhava seu irmão Célio. A noite estudava no curso de Madureza. Não obteve diploma, todavia, já que o curso não foi reconhecido pelo Ministério da Educação e Saúde. Mesmo sem formação em 1949 inicia seu primeiro trabalho na área de conservação e restauração de patrimônio histórico e artístico, sendo ajudante do pintor Estevão de Sousa que restaurava a Igreja Matriz de Nossa Senhora da Conceição, em Ouro Preto.
Por falta de verbas no Serviço de Patrimônio Histórico e Artístico Nacional (SPHAN) foi dispensado em 1951. Voltou a ser ajudante de cozinha, desta vez no Grande Hotel de Ouro Preto. Em um dia de trabalho no hotel chegou um estrangeiro que falava inglês. Essa não era uma língua muito comum no Brasil, naquela época o frances era visto como a língua internacional. Chamaram Jair, o único que sabia o idioma. Foi então promovido a recepcionista, ganhando melhor remuneração.
Pouco depois o SPHAN o procurou para chefiar uma obra de restauração na Igreja Matriz de Nossa Senhora de Nazaré, em Cachoeira do Campo, distrito de Ouro Preto. Washington Morais de Andrade, o então diretor do SPHAN, garantiu que enquanto estivesse na direção não lhe faltaria trabalho. E assim foi. E mesmo com a saida de Andrade do cargo, continou trabalhando na restauração, por suas habilidade.
Em 1952 já inicou trabalho na Matriz de Nossa Senhora do Pilar, em Ouro Preto, sendo também chefe da equipe de restauração. Em 1955 ingressou na equipe de restauração da Igreja de Nossa Senhora de Ó, em Sabará. Paralelamente traduzia cartas e artigos em inglês, sendo também professor de estudos de língua inglesa, no Colégio D. Pedro II. Entre seus alunos podemos citar Maurílio Torres, futuro diretor da Fundação de Arte de Ouro Preto.
Em 1956 foi convidado pelo Edson Motta, fundador chefe do setor de recuperação da DPHAN, e professor da Escola de Belas Artes da Universidade do Brasil, a se especializar em restauração de obras de arte. No seu estagio trabalhou com peças do Rio de Janeiro e de Ouro Preto. Enquanto residia no Rio de Janeiro atuou como figurante na ópera Aida, de Giussepe Verdi, no Teatro Municipal.
No mesmo ano atuou na equipe de restauração da Igreja de Bom Jesus de Matosinhos, em Congonhas; no restauro da mesa do altar da capela do Palácio do Arcebispo, em Diamantina; e no restauro da Igreja Nossa Senhor do Pilar, de São João del-Rei.
Em 1958 continuou o trabalho em São João Del-rei, e restaurou as Igreja de Santa Efigênia e a Capela do Padre Faria, ambas em Ouro Preto, e a Igreja Matriz da Sé, de Mariana. Também foi responsável pela redescoberta de diversas obras do Aleijadinho, em 1959, na Matriz Nossa Senhora do Pilar de São João del-Rei; em 1961, no distrito de Chapada, Ouro Preto; e mais tarde, em 1970, uma imagem de Nossa Senhora das Dores, em um antiquario de antiguidades.

### Viagem à Europa
Em 1961 ele recebeu uma bolsa de estudos para a Bélgica, e foi cursar Restauração e Obras de Arte, pelo Institut Royal de Patrimoine Artistique, em Bruxelas. Teve por professor Paul Coremans, uma das autoridades internacionais da época sobre o assunto. Depois partiu para Roma, Itália, onde participou de uma conferência internacional de conservadores. Por fim, foi para Barcelona, Espanha, participar do Conselho Internacional de Monumentos e Sítios, sendo nomeado pela UNESCO.
Em seu curso chegou a estagiar em treze laboratórios, passando pela Bélgica, Noruega, Dinamarca, Alemanha, França, Espanha, Portugal, Suíça, Inglaterra e Estados Unidos da América. Pode ter contato com diversos especialistas, que influênciaram seu próprio trabalho. Participio da restauração da pintura Descida da Cruz, de Rubens, na Catedral de Antuérpia, e nos afrescos da cripta da Catedral de Lovaina, ambas na Bélgica.
Em 1962 participou de uma conferência internacional de Haia, na Holanda. Depois mudou-se para os Estados Unidos da América, onde estagiou em Washigton, New York, Filadélfia e Boston. No final do ano retornou para o Brasil, com o cargo de restaurador-chefe do Estado de Minas Gerais e do Goiás.

### Retorno ao Brasil
Estando de volta a Ouro Preto casou-se com Zenith Alves, uma jovem de 23 anos, de Engenheiro Correia. O namoro tinha começado antes da partida de Afonso Inácio para a Europa. Juntos tiveram quatro filhos Roxana, Laida, Turinã e Lino. Casados eles passaram a morar no bairro Antônio Dias, em Ouro Preto, onde Afonso Inácio abriu o seu atêlie e escritório de trabalho, na rua Barão do Ouro Branco, 130. Ali iniciou o trabalho de perito, sendo mais tarde reconhecido nacionalmente.
Em 1963 restaurou a Igreja de Nossa Senhora do Rosário, em Santa Bárbara. Em 1965 restaurou a Capela de Bom Jesus de Matosinhos, e a Igreja Matriz de Nossa Senhora da Boa Viagem, ambas em Itabirito; a Igreja Matriz Nossa Senhora do Bonsucesso, em Caeté; e recoloca o teto da sacristia da Igreja Matriz Nossa Senhora do Pilar, em Ouro Preto, que desabou em 1961. Também trabalhou no Palácio dos Governadores de Ouro Preto.
Foi um dos professores do primeiro curso de pós-graduação em Restauro e Conservação de Obras de Arte, da Faculdade de Arquitetura e Urbanismo da Universidade de São Paulo, em 1965. Teve por colegas Augusto da Silva Telles, Fernando Leal, Sérgio Buarque de Holanda, Rodrigo Melo Franco de Andrade, Edson Motta e outros.
Em 1966 participou das obras de restauro da Igreja Nossa Senhora do Rosário, em Prados; Igreja São Francisco de Assis e Nossa Senhora do Rosário, em Caeté; e na Igreja São Francisco de Assis, de Ouro Preto. No mesmo ano passou a lecionar línguas no Colégio Beata, de Ouro Preto. Em 1967 restaurou o Passo da Ponte Seca, em Ouro Preto.
Em 11 de novembro de 1969 catalogou as peças de Aleijadinho que fariam parte do Museu do Aleijadinho, no porão da Igreja Nossa Senhora da Conceição, em Ouro Preto. Era naquele contexto professor de História da Arte no curso de Turismo da Secretaria de Turismo e do Conselho Municipal de Turismo.
Em 1971 fundou o curso de Restauração de Obras de Arte, na Fundação de Arte de Ouro Preto. Em 1973 contribuiu para o Plano de Desenvolvimento Integrado das Cidades de Ouro Preto e Mariana, o plano era composto por três etapas: a primeira consistia no levantamento dos projetos específicos de esgoto, água, luz, telefone e estradas; a segunda era o Plano de Restauração e Valorização das cidades de Ouro Preto e Mariana, em que seriam feitos estudos de restauração dos principais monumentos e projetos paisagísticos; a terceira cuidava da criação de novas áreas de desenvolvimento para Saramenha, bairro de Ouro Preto e também procuraria reduzir a pressão demográfica nos núcleos tombados. Jair Inácio foi contratado para participar do levantamento dos monumentos da cidade.

## Pintura
Desde de cedo também despontou para as artes, pintando aquarelas do cenário colonial de Ouro Preto. A partir de sua primeira obra vendida, a um turista, em frente a Igreja de São Francisco de Assis, conseguiu comprar material para as próximas pinturas.
Aos 14 anos, faz seu primeiro óleo, o retrato da mãe. E aos 15 anos, sua primeira exposição coletiva. Uma turista francesa que passava por Ouro Preto viu seus quadros e os levou para expor em um hotel, em Paris. Dos quinze quadros, doze foram vendidos. Em 1957, suas obras de arte, foram expostas em Paris, no Salão Latino Americano. Jair Inácio, todavia, não foi muito reconhecido como artista plástico.
Ele tinha estudado pintura com Jordão de Oliveira e trabalhou no ateliê de Heitor dos Prazeres, em Bonsucesso, no Rio de Janeiro. Uma de suas melhores telas, que representa os romeiros de Congonhas, foi requisitada para fazer parte do acervo do Museu de Arte Negra, por ocasião de sua inauguração no Rio de Janeiro.
Jair Inácio era ainda amigo de Alberto da Veiga Guignard, artista plástico de renome, que na época morava em Ouro Preto. Costumava dizer que "aquele velho maluco [Guignard] passava aqui em casa e se esquecia da vida". A partir da década de 1970, passou a se dedicar mais a pintura e menos a restauração.

## Decadência: a bebida na vida de Afonso Inácio
Desde jovem tinha o costume de beber. No começo bebia pouco, mas, com o passar dos anos, tornou-se um alcoólatra, vivendo constantemente embriagado. Naturalmente o seu trabalho foi afetado pela bebida, e ele foi perdendo muito clientes em seu ateliê.
As vezes entrava pela janela do ateliê e assustava as moças que lá trabalhavam. Na rua dava tapas e muros em algumas pessoas ou chegava tão de repente que as assustava; tirava dinheiro do bolso e jogava para cima; corria de um lado para o outro. Em casa, as brigas eram constantes. Ele vivia seus piores dias. Na FAOP também apresentava comportamentos agressivos, e constantemente Maurílio Torres, seu amigo e diretor da FAOP na época, tinha que acalma-lo.
Em 1978 foi enviado para o Hospital Santa Maria, em Belo Horizonte. Sem as contrariedades do dia-a-dia, lá permanece por quinze dias, fazendo retratos para as enfermeiras e médicas. Recebe alta e volta para Ouro Preto, no entanto, depois de alguns dias recomeça a beber. No final da vida, nem precisava beber muito; bastava poucas doses de conhaque para ficar transtornado. Já estava muito fraco. Era muito calado.
Ele faleceu em 4 de agosto de 1982, foi encontrado morto na calçada da Estrada das Lages, próximo ao seu ateliê.

## Exposições post mortem
Entre 9 e 19 de agosto de 2022, ocorreu na Galeria de Arte do Forum da Cultura de Minas Gerais, a exposição "Anjos Barrocos", com fotografias de 1957 do restaurador. Essas fotografias tinham sido realizadas para apresentar a comunidade europeia as obras de arte barrocas brasileiras.

## Homenagens
O movimento negro de Ouro Preto recebeu o nome de Movimento Negro Jair Afonso Inácio, uma homenagem a trajetória e importante de Afonso Inácio. Em 2024 foi tema para o desfile da Escola de Samba União Recreativa do Santa Cruz, em Ouro Preto.